# Фискальные марки США

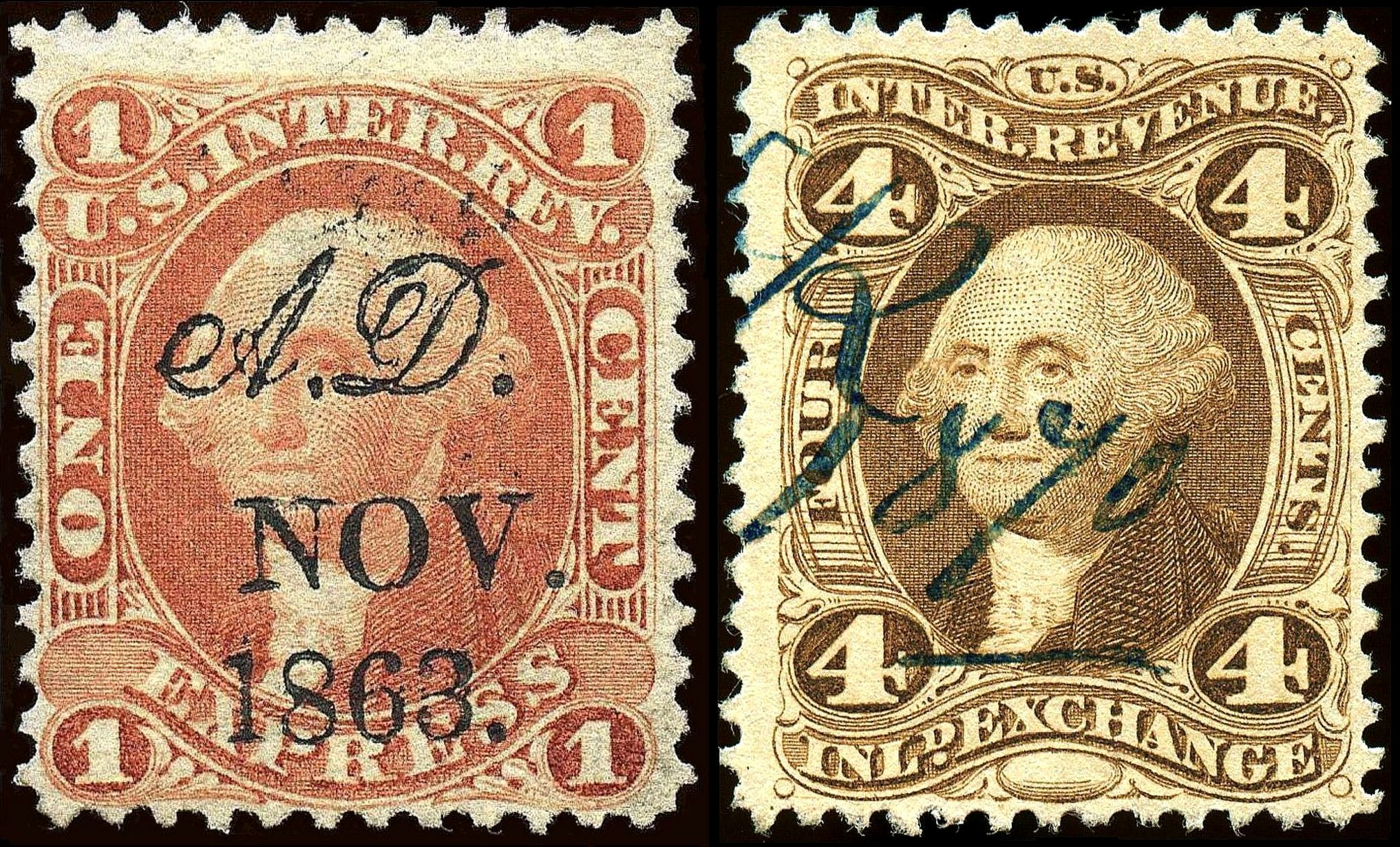
Примеры первых фискальных марок США,
выпущенных в 1862 г.

Первые фискальные марки в США использовались недолгое время в колониальные времена, одним из наиболее известных оснований их использования был Гербовый акт (закон о гербовом сборе). Спустя много времени после обретения независимости первые фискальные марки, напечатанные правительством США, были выпущены в разгар Гражданской войны в США в связи с острой необходимостью собрать налоги для покрытия понесённых огромных расходов. Однако после окончания войны фискальные марки и налоги, которые они представляли, продолжали существовать. Фискальные марки служили для уплаты гербовых сборов с объектов, которые относились к двум основным категориям: имущественные и документальные. Имущественные марки использовались для уплаты гербовых сборов на такие товары, как алкоголь и табак, а также на различные услуги, в то время как документальные марки использовались для уплаты гербовых сборов на юридические документы, закладные, акции и значительное число других юридических сделок. На имущественных и документальных марках часто встречались соответствующие обозначения, при этом у ряда выпусков был одинаковый рисунок, иногда с небольшими изменениями. В 1862 году были выпущены первые фискальные марки, которые использовались еще сто лет и более. В течение первых двенадцати лет Джордж Вашингтон был единственным сюжетом изображения на фискальных марках США, пока в 1875 году на них наконец не появилась аллегорическая фигура Свободы. Фискальные марки печатались во многих разновидностях и номиналах и пользуются большим спросом у коллекционеров и историков. Выпуск фискальных марок был окончательно прекращен 31 декабря 1967 года.

## История использования фискальных марок

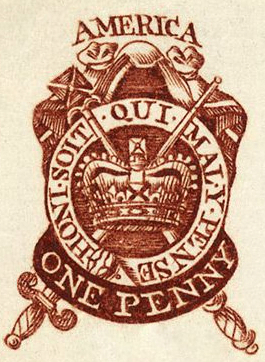
Пробный экземпляр марки, подготовленный для Гербового акта 1765 г.

Первые фискальные марки появились в годы, предшествовавшие Американской революции, в результате принятия Гербового акта 1765 года, взимаемые в соответствии с которым налоги не были хорошо приняты жителями колонии того времени. Это были британские колониальные выпуски, при этом требовалось, чтобы многие печатные материалы в колониях печатались на специально подготовленной гербовой бумаге, произведенной в Лондоне, на которой была оттиснута гербовая марка.

### Период гражданской войны, первый выпуск
В августе 1862 года, когда в США шла Гражданская война, правительство США (юнионистское) начало облагать налогами различные товары, услуги и юридические сделки. Для подтверждения уплаты налогов приобреталась «фискальная марка», которая соответствующим образом наклеивалась на объект налогообложения, что в свою очередь означало уплату соответствующего гербового сбора.
В попытке собрать средства на покрытие огромных военных расходов руководитель министерства внутренних государственных доходов США собрал заявки на печать и изготовление первых фискальных марок США. Министерство внутренних государственных доходов США заключило контракт на их печать с компанией Butler & Carpenter из Филадельфии, которой было выплачено 19080 долларов за изготовление ста шести печатных форм, включая цилиндры, пуансоны и все материалы, необходимые для изготовления марок. Вскоре компания Butler & Carpenter начала изготовление первых фискальных марок, которые были выпущены в обращение с 1 октября 1862 года.
По неизвестным причинам счёт компании Butler & Carpenter был оплачен правительством США лишь несколько лет спустя, но это произошло лишь после множества писем и обращений компании Butler and Carpenter к руководителю министерства внутренних государственных доходов США Дж. Дж. Льюису по этому вопросу. Из-за длительного ожидания одним из главных пунктов разногласий стал существенный рост цен на материалы между моментом заключения договора и моментом окончательной оплаты счета.
Новые марки были напечатаны в нескольких цветах и содержали портрет Джорджа Вашингтона на марках всех тридцати номиналов от одного цента до 200 долларов. Гравюра с изображением Вашингтона была создана на основе картины Гилберта Стюарта. Первые выпуски печатались на плотной ломкой бумаге, а позднее — на мягкой веленевой бумаге различной толщины. Цвета марок, напечатанных до 1868 года, были, как правило, холодными. Марки выпускались в листах с зубцовкой 12 или «беззубцовыми», то есть сплошными листами без зубцовки. Вашингтон оставался единственным персонажем на десятках разновидностей, выпущенных вплоть до 1874 года.
Новые фискальные марки использовались для уплаты налога на такие имущественные объекты, как игральные карты, патентованные лекарства и предметы роскоши, а также на различные юридические документы, акции, сделки и различные юридические услуги. Гашение этих марок обычно производилось пером и чернилами, в то время как гашения резиновыми штампами использовались редко и впоследствии стали еще более редкими. Окончание Гражданской войны не означало отмены гербовых сборов, поскольку федеральное правительство всё ещё не выплатило накопившийся долг в размере 2,7 млрд долларов до 1883 года, когда оно окончательно отменило гербовые сборы. Для уплаты гербовых сборов в течение этого двадцатиоднолетнего периода были выпущены три отдельные серии фискальных марок.

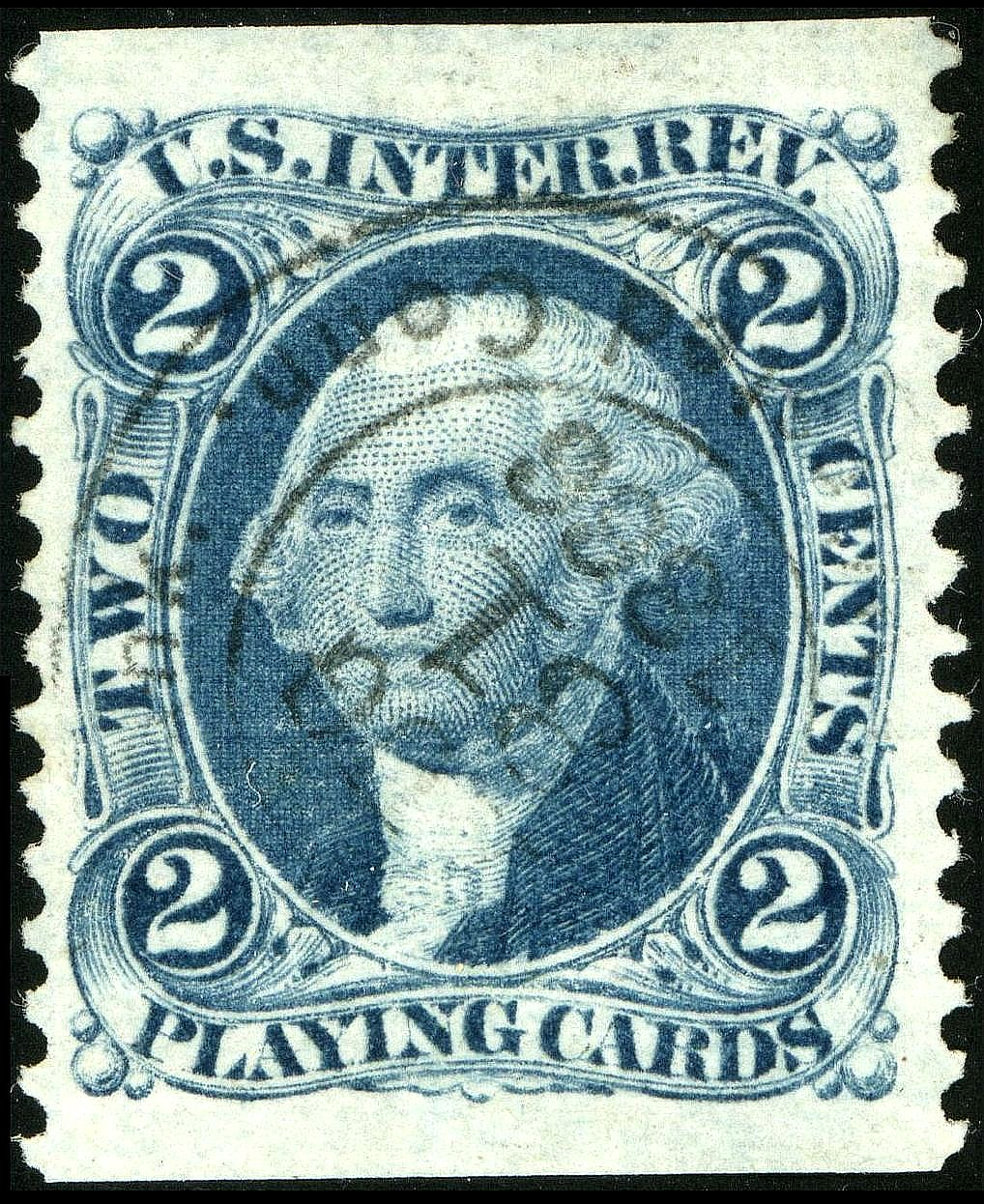
Фискальные марки гербового сбора на игральные карты, часто использовавшиеся для уплаты налога на фотографии

Один из наиболее примечательных случаев использования гербовых марок произошёл в области фотографии. По ходу Гражданской войны резко возрос спрос на фотографии членов семей, солдат, уходящих на войну, и вернувшихся с войны героев, который не остался без внимания федерального правительства, узревшее в этом возможность собрать столь необходимые для ведения войны средства. 1 августа 1864 года министерство внутренних государственных доходов ввело «налог на фотографии», обязывающий фотографов платить налог с продажи фотографий. К 1864 году марки «налога на фотографии» выпущены не были, поэтому их заменили другие марки. Как правило, для этого использовались собственнические фискальные марки или марки налога на игральные карты, которые обычно приклеивались к обратной стороне фотографии. Крупные специализирующиеся в области фотографии компании, уже обременённые высокими накладными расходами и нехваткой материалов из-за войны, организовались и направили петицию в Конгресс, жалуясь на то, что они и так несут слишком большую часть налогового бремени, возложенного на общество. Ровно через два года их постоянные усилия привели к отмене этого налога 1 августа 1866 года. Несколько других широко используемых товаров, таких как хлопок, табак и алкоголь, также облагались налогом на объекты налогообложения, что вносило значительный вклад в получаемые государственные доходы.

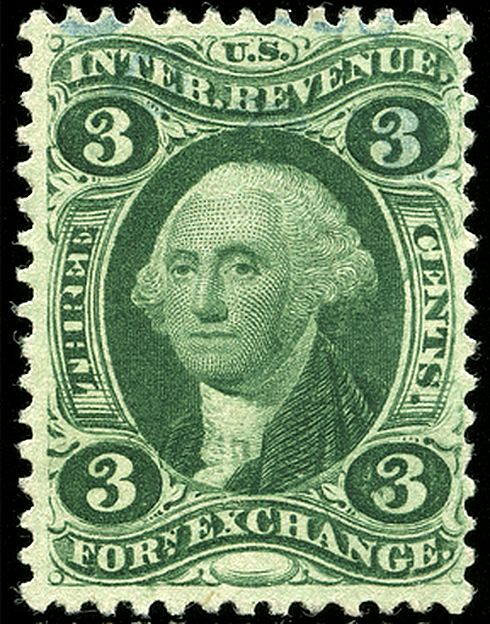
Иностранная валюта, выпуск 1862 г.

Гербовые сборы на следующие объекты
Договор
Банковский чек
Коносамент
Облигация
Сертификат
Чартер-партия
Контракт
Документ о передаче прав
Ввоз товаров
Иностранная валюта
Внутренний обмен
Аренда
Страхование жизни
Манифест
Ипотека
Проездной билет
Игральные карты
Доверенность
Утверждение завещаний
Право на имущество
Поручительство

### Типы рисунков марок первого выпуска
У первой серии фискальных марок имеются два различных рисунка, при этом каждая марка обозначает гербовый «сбор». Дизайн марок номиналом от 1 до 20 центов был простым и содержал портрет Джорджа Вашингтона, в то время как марки номиналом от 25 центов до 1 доллара были крупнее и имели более сложный дизайн, при этом на нижнем баннере указывался тип гербового сбора. Марки номиналом 1,30 долл. использовались для уплаты гербового сбора только на иностранную валюту, 1,50 долл. — только на внутренний обмен, а марки номиналом 1,60 и 1,90 долл. предназначались только для иностранной валюты и, как ни странно, не имели обозначений гербового сбора на рисунке марки. На марках номиналом от 2 до 10 долларов тип гербового сбора указан на нижнем круглом баннере вокруг портрета Вашингтона. На марках номиналом от 15 до 50 долларов тип гербового сбора указан в правой части круглого баннера вокруг портрета. Рисунок, использованный для марки номиналом 1 цент, уникален и не используется ни для какой другой марки.

Различные налоговые сборы взимались только с помощью определённых фискальных марок, поскольку некоторые виды сборов можно обнаружить только на фискальных марках более низкого или более высокого номинала, в зависимости от ситуации. Например, фискальные марки с обозначением «Игральные карты» встречаются только с номиналами 2, 3, 4, 5 и 6 центов, в то время как фискальная марка номиналом 25 центов является единственной, в обозначении которой указано «Облигация» (Bond). Необходим специализированный каталог марок, чтобы увидеть различные случаи сочетания обозначения вида гербового сбора и номинала.

### Второй выпуск
Вторым выпуском фискальных марок стали документальные фискальные марки, выпущенные в 1871 году. После получения налоговым ведомством множества сообщений о мошенническом повторном использовании фискальных марок, обычно со смытием или иным образом удалением гашения с лицевой стороны марки, 31 мая 1867 года государственные служащие с Уолл-стрит направили письмо руководителю налогового ведомства Э. А. Роллинзу, в котором выражалась обеспокоенность тем, что «правительство США ежедневно теряет тысячи долларов из-за повторного использования марок». Обычные марки, использовавшиеся в то время, не очень хорошо впитывали краску гашения, если только её не наносили жирно. В письме рекомендовалось печатать все марки в бледно-жёлтом цвете. Однако это конкретное предложение не было принято компанией Butler & Carpenter; вместо этого, после некоторого периода проведения экспериментов, компания отреагировала на эту проблему, выпустив марки более светлого оттенка и на бумаге, которая легче впитывала краску гашения. Налоговое ведомство часто направляло марки, с которых, как предполагалось, была смыта краска гашения, гравировальным компаниям и типографиям для проверки на предмет мошенничества.

Новая бумага была наконец использована при изготовлении марок в начале 1869 года, а к 1871 году была выпущена вторая серия марок, напечатанных на специальной запатентованной бумаге «хамелеон», содержащей шёлковые волокна, которые можно было увидеть на бумаге невооруженным глазом. Все марки второй серии, за исключением 200-долларового выпуска, по-прежнему были изготовлены компанией Butler & Carpenter из Филадельфии и были напечатаны в том же сочетании двух цветов: портрет Вашингтона был напечатан чёрным цветом, а рамка — синим, с различными замысловатыми и сложными узорами, популярными в то время.
Марки «Персидский ковер»

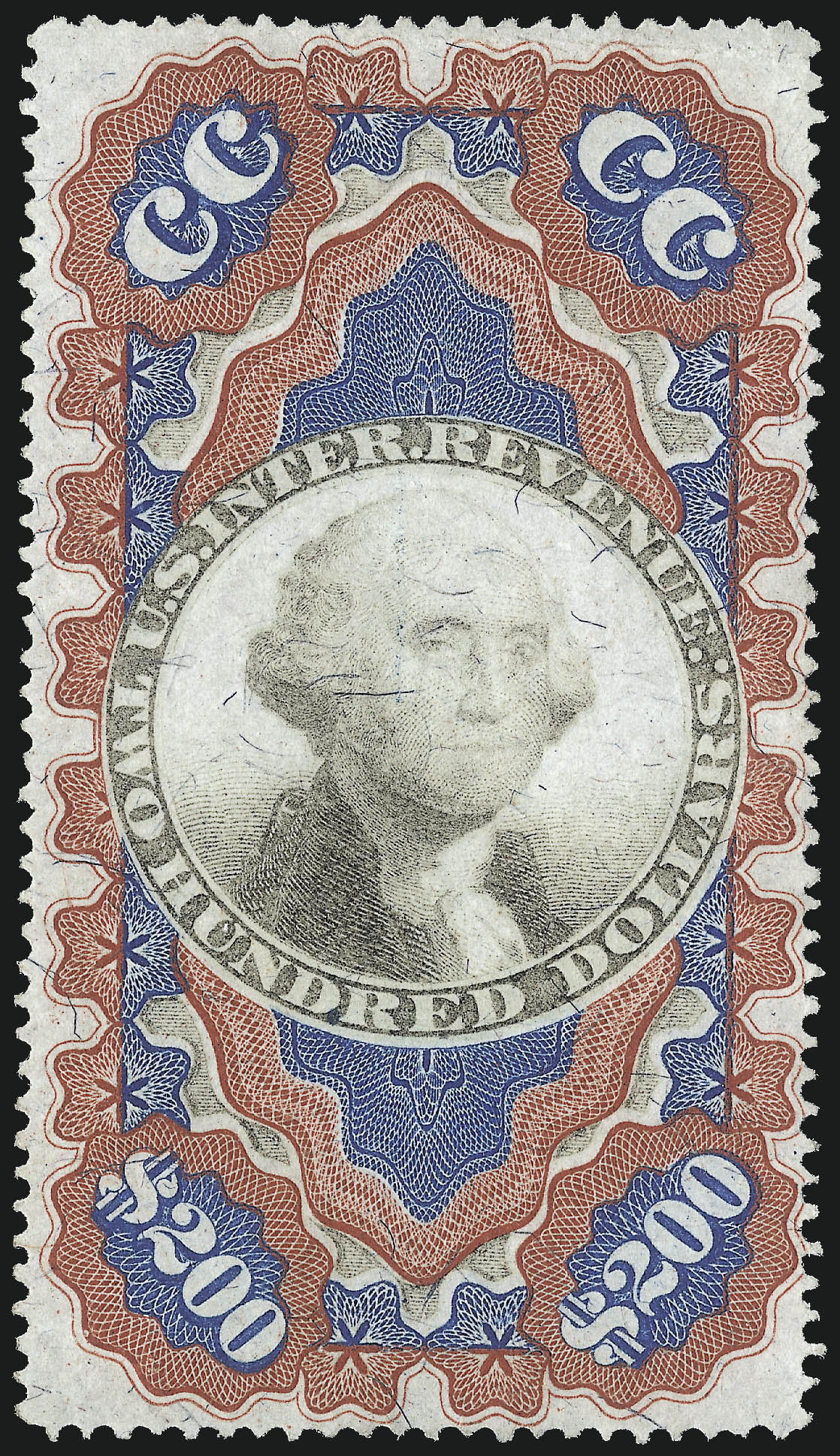
«Малый персидский ковер», 200 долл.

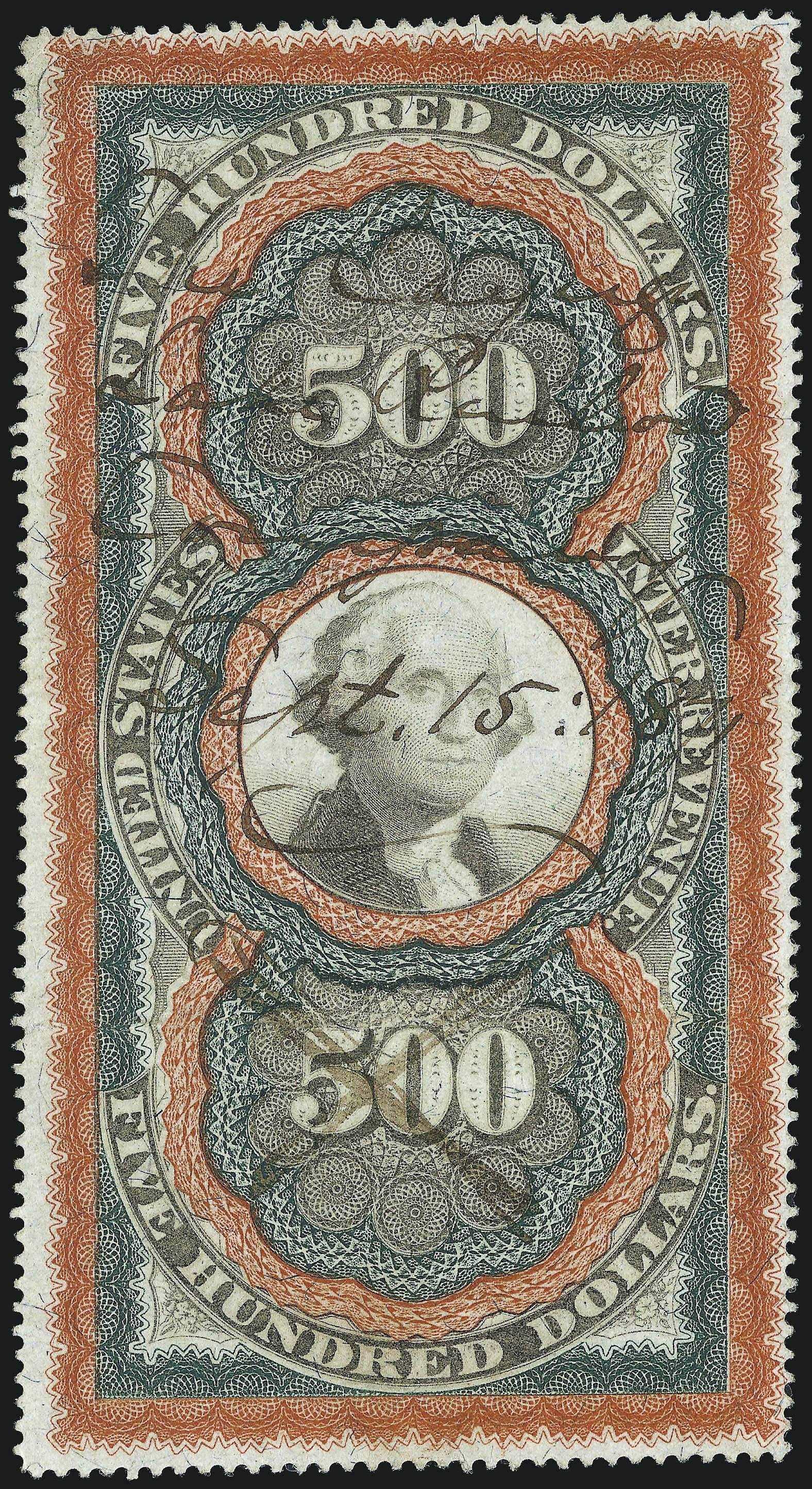
«Большой персидский ковер», 500 долл.

Марками самых высоких номиналов второго выпуска фискальных марок являются марки номиналом 200 долларов (слева) и 500 долларов (справа), которые коллекционеры обычно называют фискальными марками «Малый персидский ковёр» и «Большой персидский ковёр», соответственно. Многие считают их одними из самых красочных и искусно гравированных марок во всей истории филателии. Марки номиналом 200 и 500 долларов были напечатаны очень ограниченным тиражом. «Малый персидский ковер» номиналом 200 долларов был напечатан тиражом 446 экземпляров, при этом известно о примерно 125 сохранившихся экземплярах марки. Марки печатались по одной на «листе», с полями со всех четырёх сторон и с надписями на двух боковых полях. Единственный сохранившийся полный лист «малого персидского ковра» был использован для уплаты налоговых пошлин на завещании Эрастуса Корнинга-старшего в 1872 году. «Большой персидский ковер» номиналом 500 долларов на самом деле более крупного размера, 2+1⁄8 х 4 дюйма. Всего было выпущено 204 марки этого номинала. Из-за их относительно больших размеров и, соответственно, большого количества зубцов на каждой марке, а также из-за того, что они использовались на документах, которые обычно сгибались поперёк марок, у большинства экземпляров марок имеются те или иные дефекты бумаги. Напечатанный компанией Carpenter Printing из Филадельфии, был также предложен рисунок марки номиналом 5000 долларов, при этом было напечатано пробное цветное эссе, но марка так никогда не была выпущена в фискальных целях, поэтому существует только пробный оттиск.

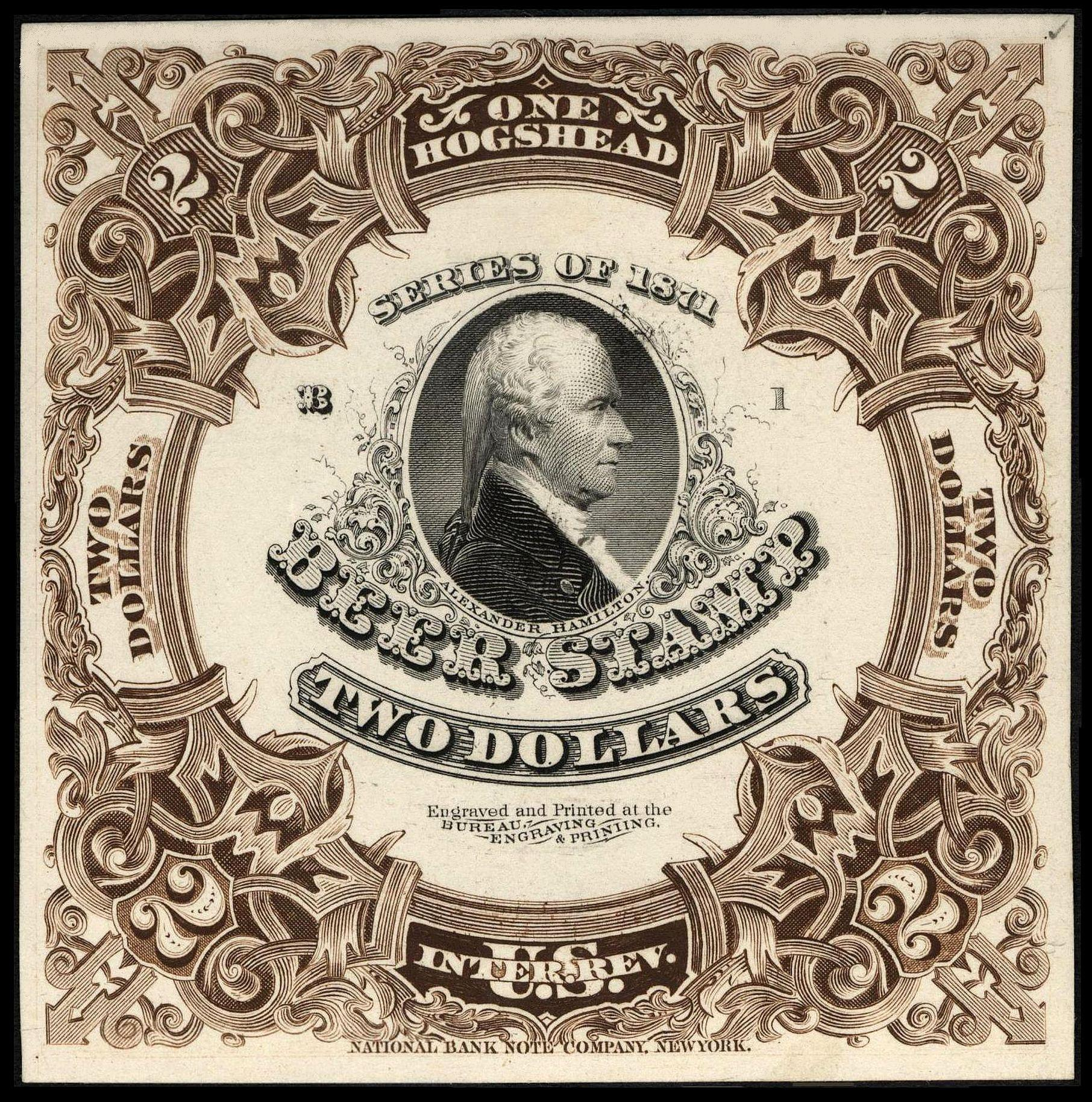
Марка гербового сбора на пиво с изображением Александра Гамильтона,
выпуск 1871 г.

### Марки гербового сбора на алкогольные напитки
Налоги обычно взимались с алкогольной и табачной продукции, и для этой цели печатались различные марки. Обычно марка наклеивалась на определенный продукт при уплате налогов таким образом, чтобы опечатать соответствующую тару, при вскрытии которой марка повреждалась. Например, марки гербового сбора на пиво выдавались пивоваренным компаниям в виде листов, из которых вырезалась отдельная марка, которая использовалась в качестве печати на горлышке бочки с пивом. Чтобы получить доступ к пиву, марку приходилось прокалывать, что делало невозможным её повторное использование.

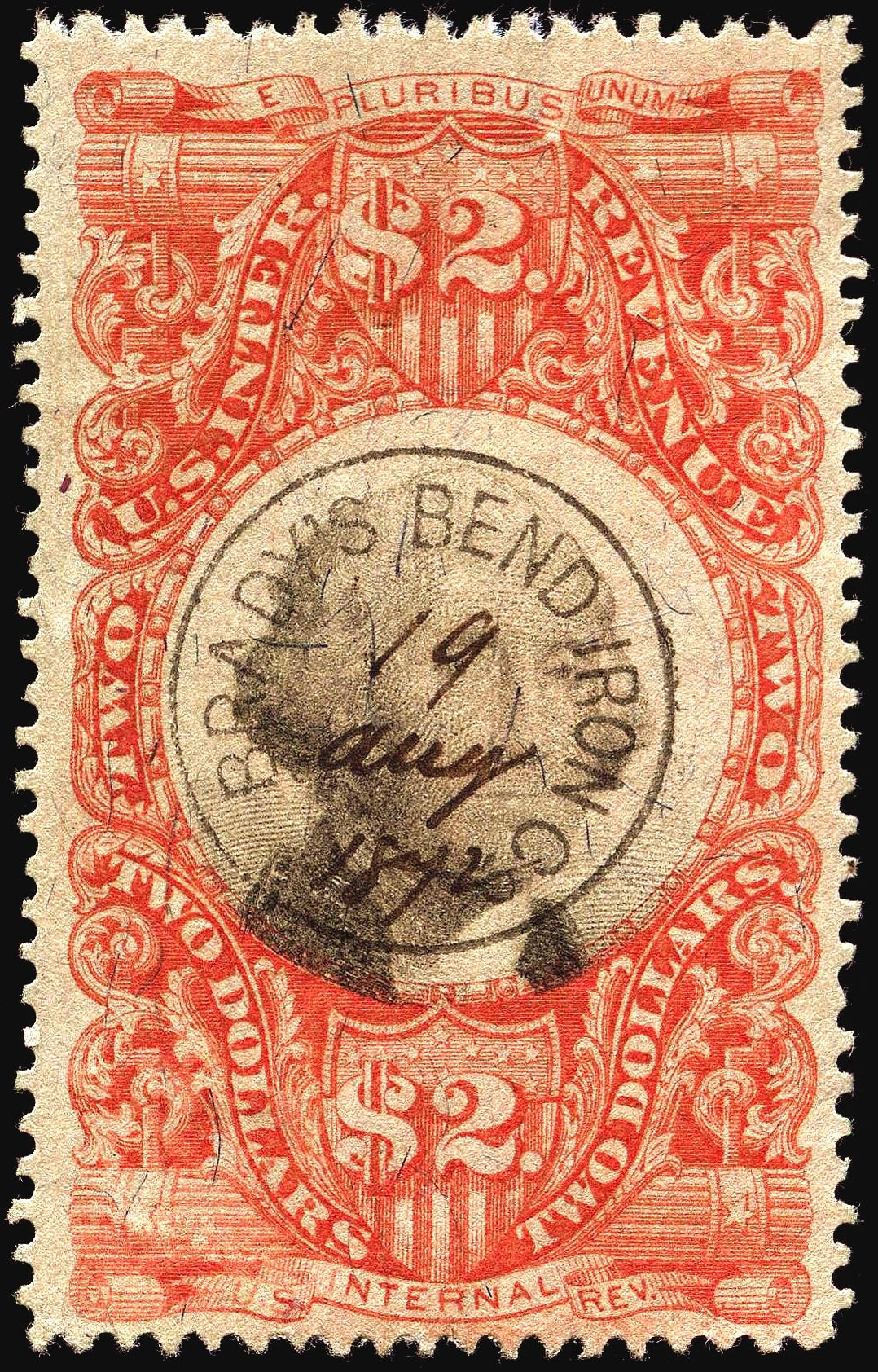

### Третий выпуск
Поскольку все фискальные марки второго выпуска были напечатаны в одинаковом сине-чёрном цвете, сотрудникам налогового ведомства США зачастую было сложно различить их с первого взгляда. Впоследствии, между 1871 и 1872 годами, был эмитирован третий выпуск марок похожего дизайна с некоторыми вариациями, как у второго выпуска, но отличающихся цветов, присвоенных маркам разных номиналов. При изготовлении третьего выпуска использовались многие из тех же печатных форм, выгравированных компанией J.R. Carpenter из Филадельфии, при этом марки были напечатаны на такой же специальной бумаге «хамелеон» с шёлковыми волокнами, которая использовалась при печати второго выпуска, с зубцовкой 12. В отличие от многих марок второго выпуска, в дизайне марок третьего выпуска не указан тип гербового сбора. Двойные переносы и перевёрнутые центры встречаются на разных марках практически всех номиналов.
К 1875 году налоговое ведомство заключило контракт на печать фискальных марок с компанией National Bank Note Company, которая подготовила вторую серию имущественных марок. Новые фискальные марки обычно называют «вторым имущественным выпуском» (second proprietary issue) и встречаются номиналом 1, 2, 3, 4, 5 и 6 центов. Использование фискальных марок для уплаты имущественных гербовых сборов прекратилось 1 июля 1883 года.

## Выпуск «Свобода» 1875 года

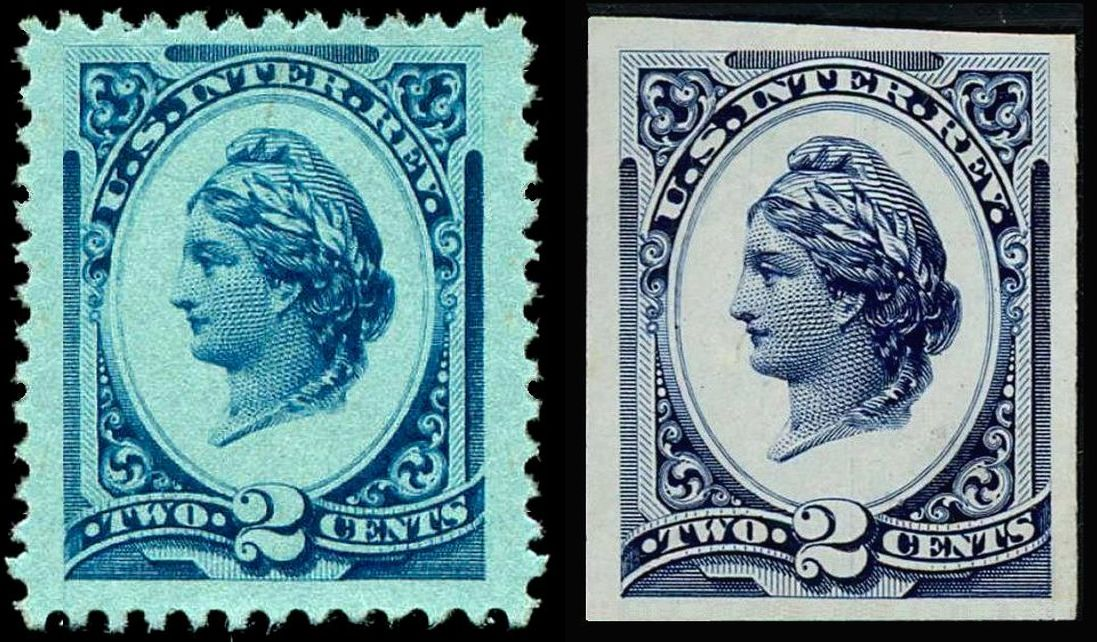
Фискальная марка "Свобода", 2 ц., выпуск 1875 г.
(слева) и пробный оттиск с формы

В 1875 году Министерство внутренних доходов выпустило 2-центовую фискальную марку с изображением аллегорического образа «Свободы». Печать этого выпуска продолжалась до 1878 года. Это была первая выпущенная фискальная марка США, на которой не было портрета Джорджа Вашингтона. Выпуск «Свобода» был напечатан на шёлковой бумаге голубоватого цвета. Были выполнены два вида перфорации: стандартная зубцовка с проколотыми отверстиями и просечка. Марки, выпущенные в 1878 году, были напечатаны на бумаге с водяными знаками в две линии. Тираж этого выпуска был огромен и составил 228 351 689 марок, в том числе как со стандартной зубцовкой, так и с просечкой. Количество марок, выпущенных с каждым типом перфорации, неизвестно.

## Надпечатки 1898 года
13 июня 1898 года Конгресс принял Закон о военных доходах 1898 года, чтобы обеспечить крайне необходимое финансирование испано-американской войны. Закон должен был вступить в силу 1 июля 1898 года, оставив всего семнадцать дней на изготовление столь необходимых фискальных марок. В ожидании принятия закона Бюро гравировки и печати уже начало работу над пуансонами и печатными формами для новых фискальных марок, однако оно не смогло выпустить марки, когда закон вступил в силу. Для удовлетворения спроса на фискальные марки на имеющихся запасах стандартных почтовых марок (выпущенных в 1895—1898 годах) была сделана надпечатка аббревиатуры «I.R.» (то есть Internal Revenue) для использования в качестве фискальных марок. Аббревиатура едва заметна на марках номиналом 8, 10 и 15 центов.
|  |  |  |  |  |

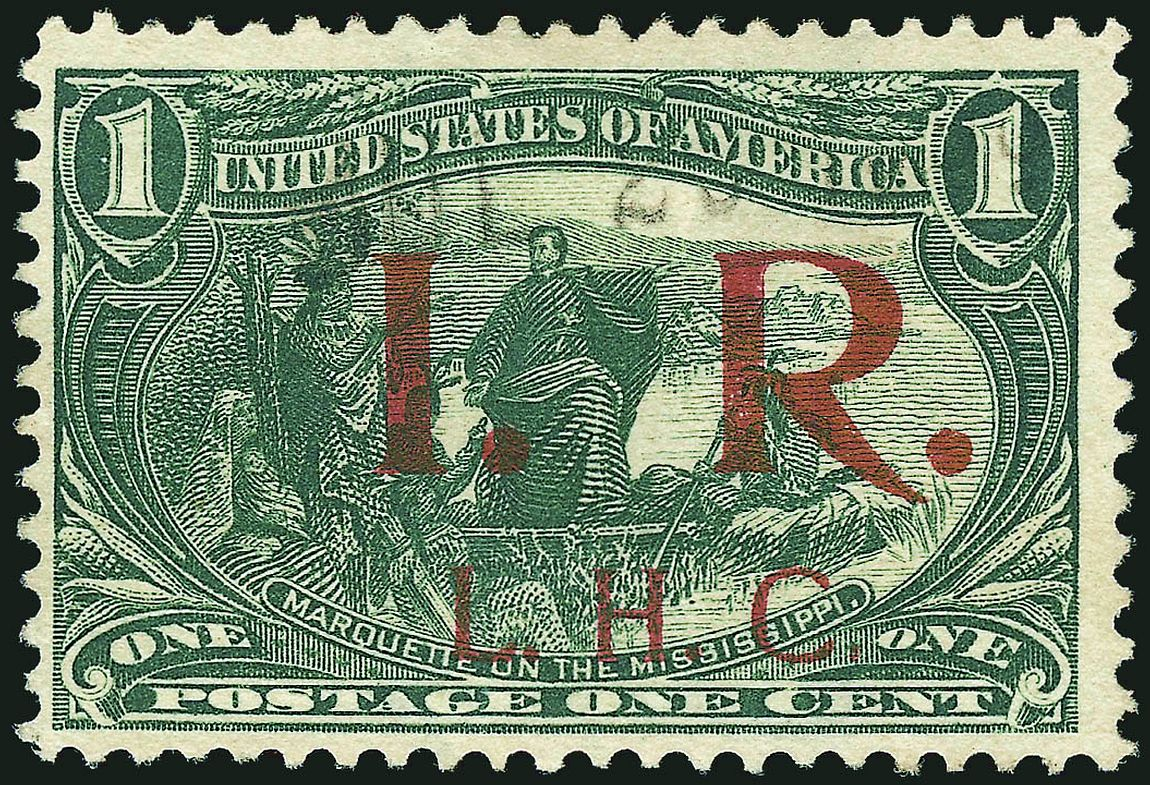
Выпуск «Миссисипи» с надпечаткой «IR»

Из-за нехватки фискальных марок две судоходные компании, работающие на канале Эри, использовали существующий выпуск «Миссисипи» номиналом 1 цент, одобренный Федеральным окружным налоговым инспектором, который поручил компании Purvis Printing Company сделать надпечатку. Их заказал Л. Х. Чепмен из компании Chapman Steamboat Line, которая осуществляла грузовые пароходные перевозки по каналу Эри с остановками в Сиракузах, Ютике, Литл-Фолсе и Форт-Плейне. Было выпущено всего 250 марок. Кроме того, на 250 экземплярах была сделана надпечатка «I.R./P.I.D. & Son» для компании P.I. Daprix & Son, которая обслуживала различные порты на том же внутреннем водном пути. В каждом случае на пяти листах по 50 марок были сделаны надпечатки аббревиатуры «I.R.».

## Выпуски 1898 года

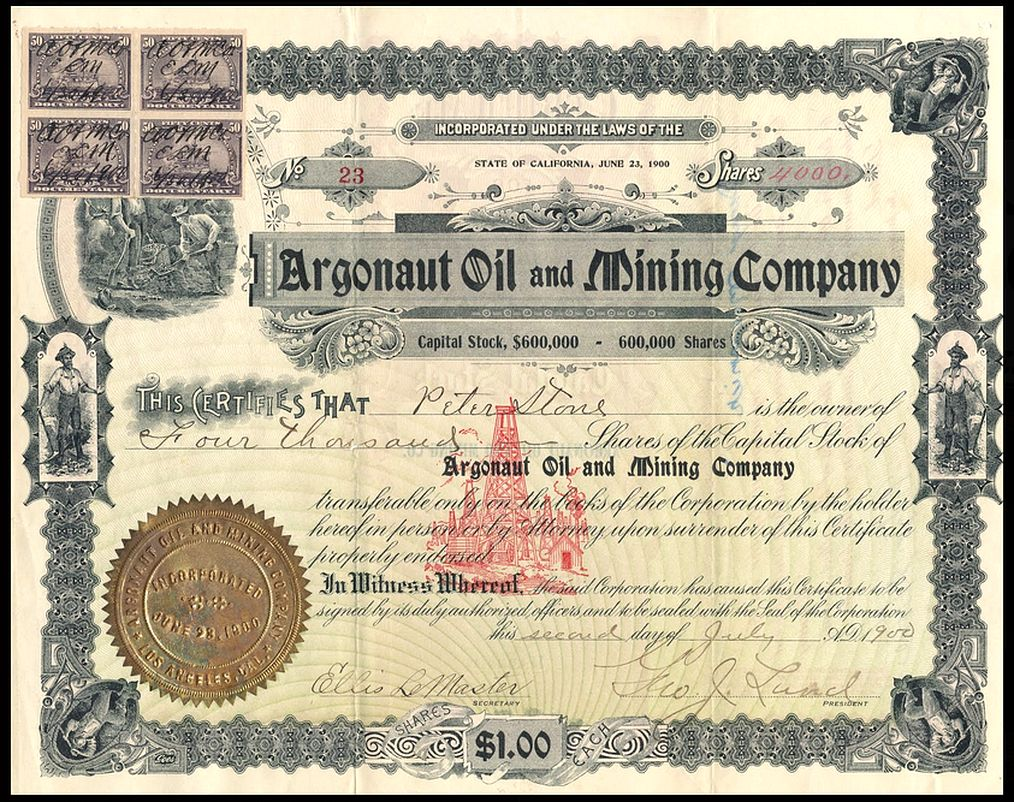
Распространённое использование документальных фискальных марок (вверху слева), наклеенных на сертификат акций

В целях продолжения финансирования испано-американской войны Конгресс санкционировал налог на широкий круг товаров и услуг, включая различные алкогольные напитки и табачные изделия, чай и другие развлечения, а также на различные юридические и коммерческие сделки (такие как сертификаты акций, коносаменты, манифесты и морское страхование). Для уплаты этих гербовых сборов приобретались марки гербового сбора и наклеивались на объект налогообложения или на соответствующий сертификат. В этом выпуске — семнадцать марок номиналом от ½ цента до 50 долларов, напечатанные на бумаге с водяными знаками в две линии. Использовались два типа перфорации: перфорация просечкой и перфорация в форме «тире». В этом выпуске встречаются многочисленные двойные переносы (двойное изображение).

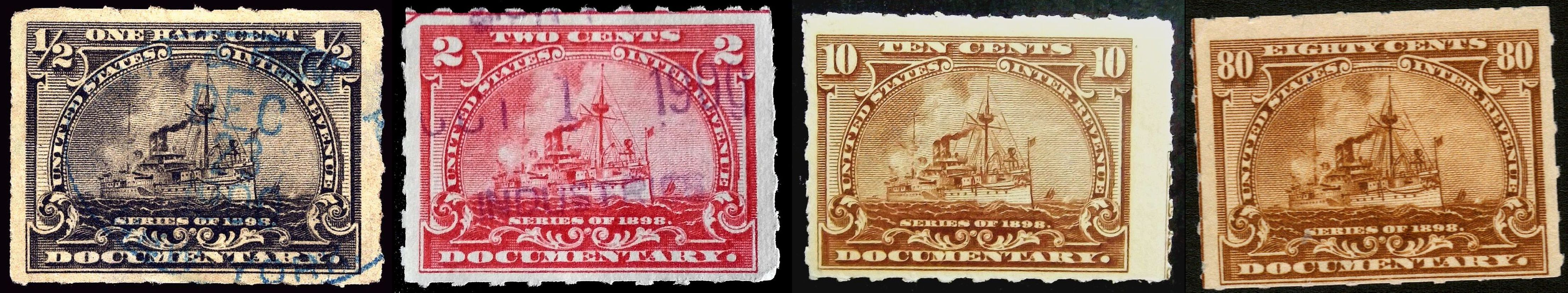
Подборка документальных фискальных марок США 1898 г.
На марках изображён крейсер "Мэн"

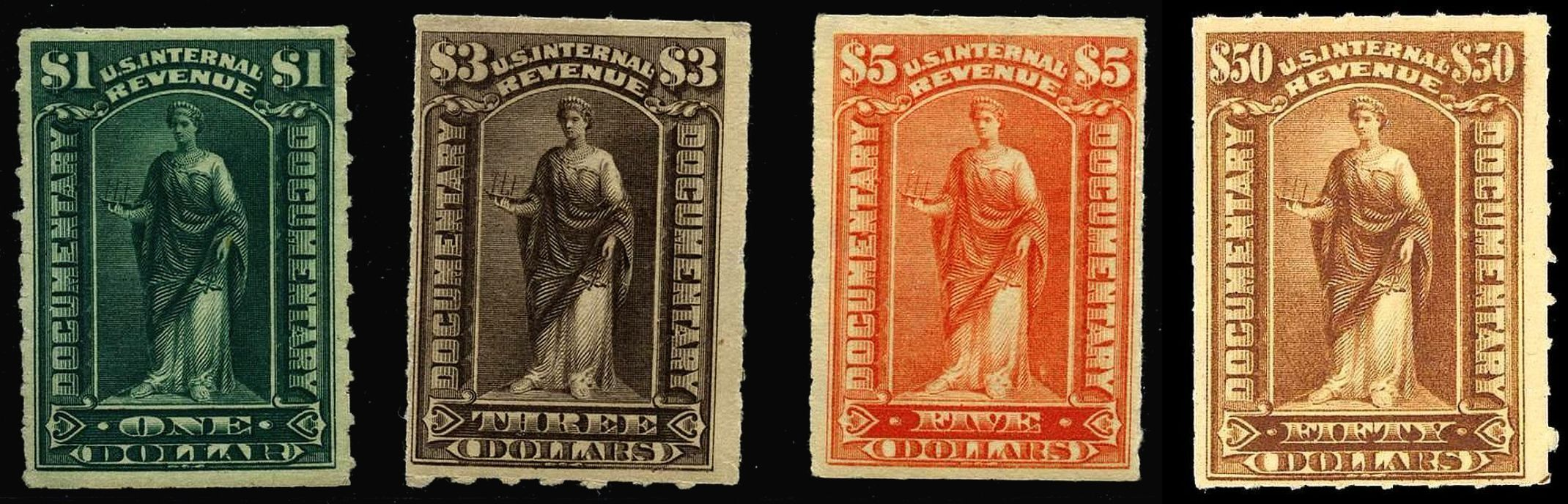
Подборка документальных фискальных марок из выпуска 1898 г.

- На выпусках номиналом от 1⁄2 цента до 80 центов изображён крейсер

- На выпусках номиналом от 1 до 50 долларов изображена стоящая аллегорическая фигура Торговли.

Рисунок представляет собой модификацию рисунка, использовавшегося на газетных марках 1875 и 1895 годов. Второй тираж был выпущен в 1900 году с надпечаткой крупной цифры «1», представленной в двух типах — сплошная цифра и орнаментальная цифра.

## Документальная серия 1898 года
На трех документальных фискальных марках, выпущенных в серии 1898 года (которые на самом деле были выпущены в 1899 году), изображены портреты Джона Маршалла, Александра Гамильтона и Джеймса Мэдисона, на каждой из них имеется надпись «Series of 1898» («Серия 1898 года»). Эти же три рисунка использовались также в тиражах 1914, 1917 годов и гораздо позже в выпусках 1940 года, с небольшим изменением в дизайне марок, заключавшимся в удалении надписи «Series of 1898». В качестве дополнительного средства защиты каждой из этих марок высоких номиналов был присвоен свой собственный уникальный порядковый номер. Выпуски 1898 года, выпущенные Бюро гравировки и печати, были напечатаны на белой веленевой бумаге и снабжены водяными знаками в виде аббревиатуры «U.S.I.R.» (то есть Министерство внутренних государственных доходов США) заглавными печатными буквами. Марки были разделены перфорацией просечкой. Выпуски 1917 и 1940 годов также печатались на бумаге с водяными знаками в две линии и со стандартной зубцовкой 12.
|  |  |  |  |  |

## Выпуски 1914 года

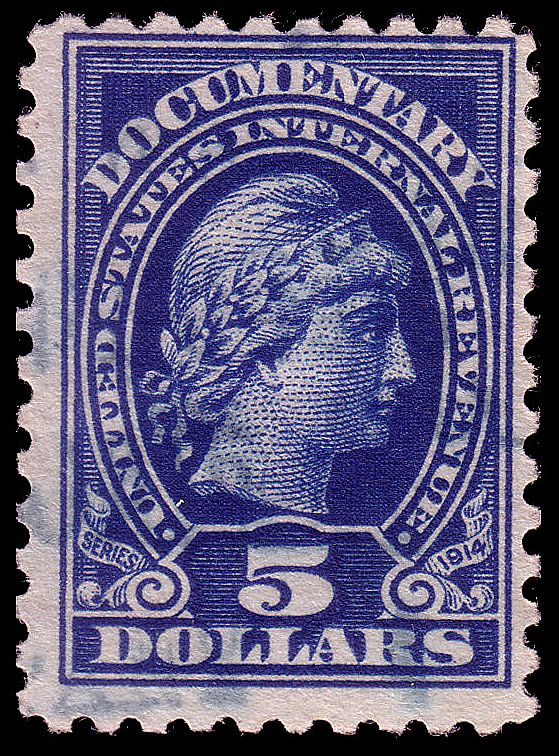
Фискальная марка типа «Свобода», $5,
выпуск 1914 г.

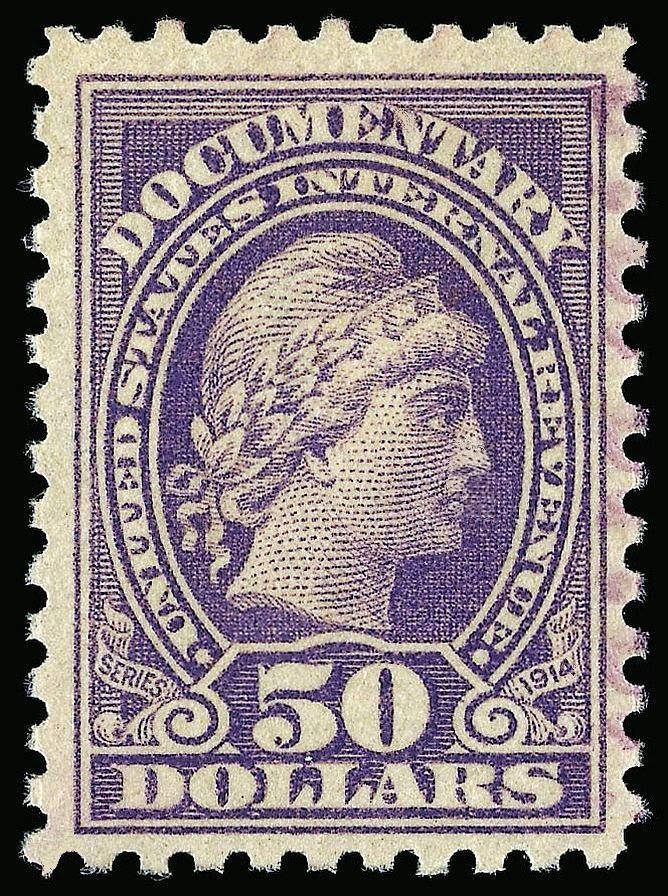
Фискальная марка типа «Свобода», $50,
выпуск 1914 г.

Выпуски 1914 года печатались двух основных типов рисунка. На марках низких номиналов (от ½ до 80 центов) номинал обведен кружком; на марках более высоких номиналов (от 1 до 50 долларов) напечатано аллегорическое изображение Свободы в профиль. Марки номиналом от ½ до 80 центов печатались на бумаге с водяными знаками как в одну линию, так и в две линии, тогда как марки более высоких номиналов печатались только на бумаге с водяными знаками в две линии.

## Выпуски 1917—1933 гг

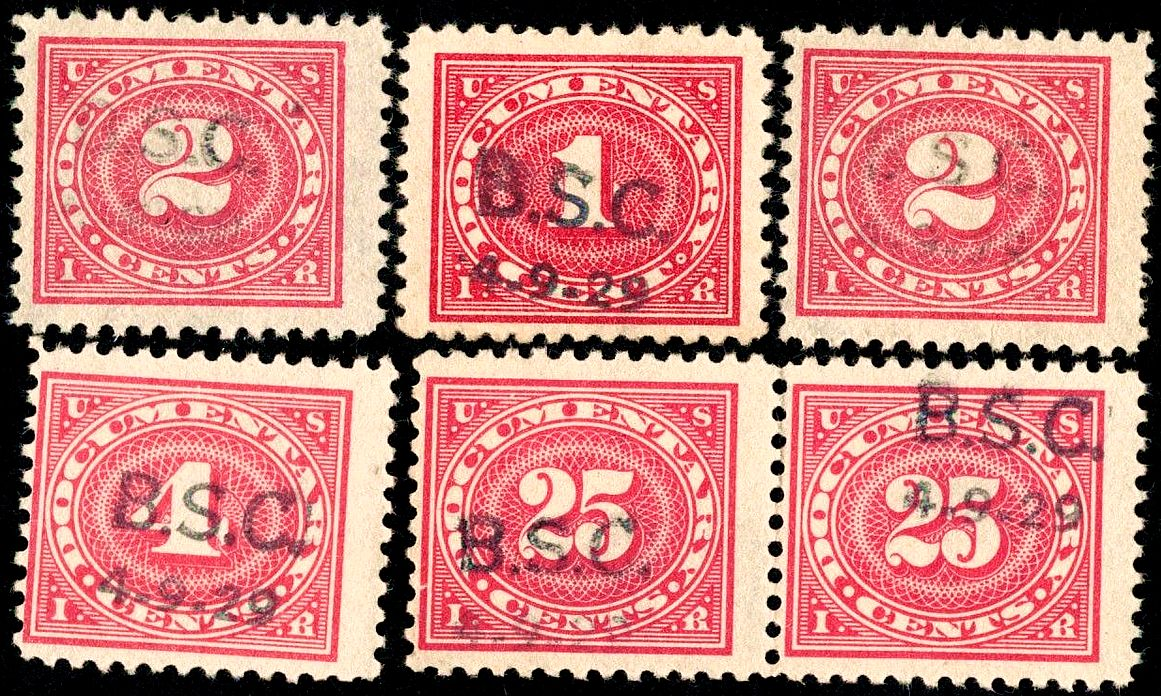
Выпуски 1917 г.

Марки более низких номиналов варьируются от 1 до 80 центов; марки более высоких номиналов варьируются от 1 до 1000 долларов. Напечатаны на бумаге с водяными знаками в одну линию и с зубцовкой 10.

## Выпуски 1940-х и 1950-х годов
В период с 1940 года по 1958 год Министерство внутренних государственных доходов выпустило несколько сотен документальных фискальных марок трех основных рисунков номиналом от 1 цента до 10 000 долларов и с различными портретами известных государственных деятелей, причем на марках каждого номинала был изображен отдельный портрет. Почти все выпуски этого периода были напечатаны в карминно-красном цвете. Марки более высоких номиналов от 30 до 10 000 долларов имели уникальный порядковый номер в качестве дополнительного средства защиты. В этот период было также выпущено несколько переизданий марок 1917 года.

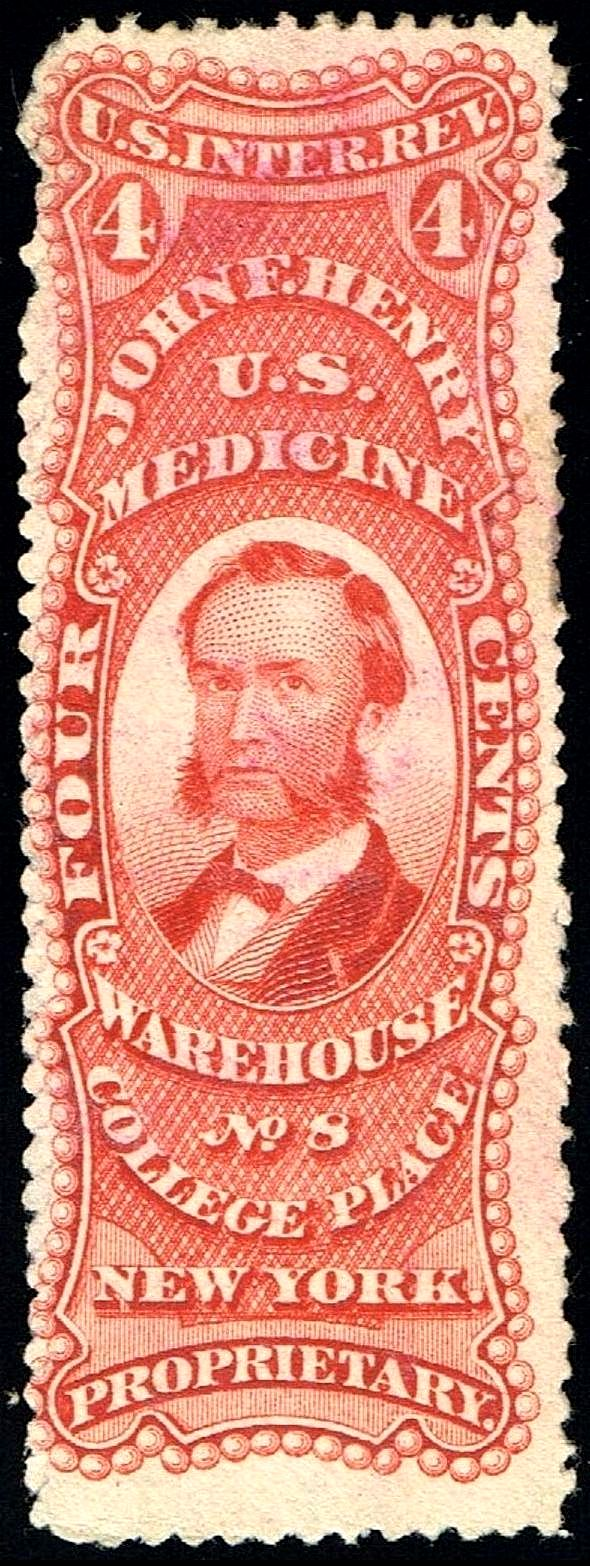
John Henry Co., Нью-Йорк, 1862 г.

|  |  |  |

## Частные имущественные фискальные марки

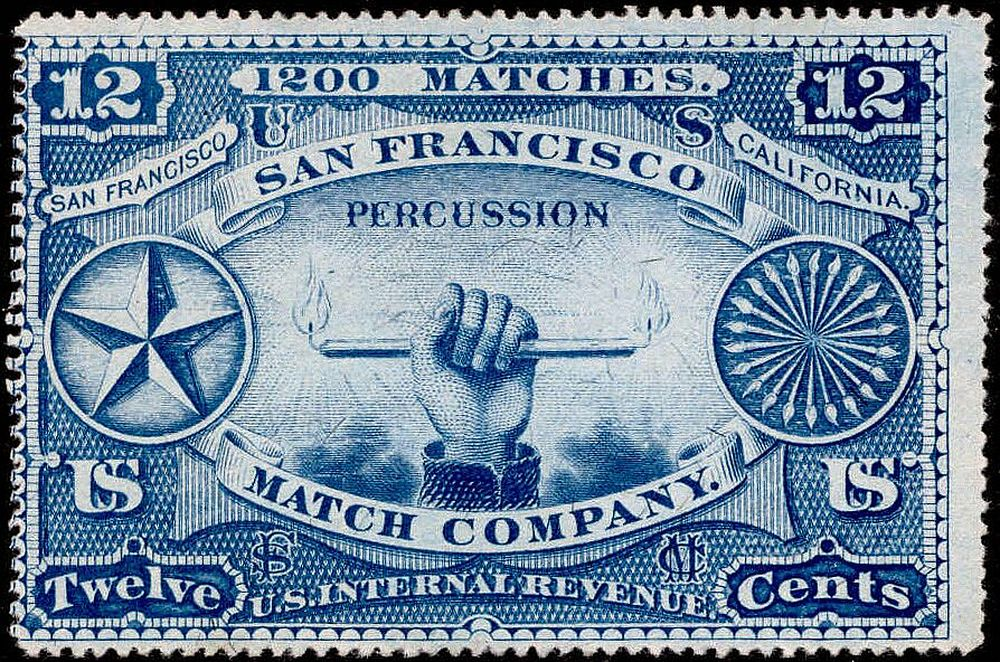
San Francisco Percussion Match Co, 12 ц., выпуск 1872 г.

После принятия налогового законодательства в 1862 году частным собственникам было разрешено выпускать собственные марки при условии одобрения налоговым ведомством, а впоследствии им была предоставлена скидка на налоги, уплачиваемые за проданные ими товары. Преимуществом частных марок было то, что на них было указано имя собственника. Владелец оплачивал стоимость гравировки пуансона и печатных форм, которая поначалу существенно варьировалась. Некоторые собственники платили всего лишь 60 долларов, а другие — до 750 долларов. После 1 июня 1863 года была принята единая стоимость для всех пуансонов в размере 350 долларов США, за исключением нескольких крупных пуансонов.
Большинство этих марок были напечатаны компанией Butler & Carpenter из Филадельфии, которая также печатала фискальные марки для правительства. Поскольку многие марки использовались для опечатывания тары или пакета, они часто имели удлинённую форму и при вскрытии уничтожались. Для печати частных имущественных фискальных марок использовались четыре вида бумаги. Они печатались на белой бумаге без водяных знаков вплоть до сентября 1871 года, обычно называемой «старой бумагой». Некоторые виды этой бумаги содержали редко разбросанные шёлковые нити и считаются второстепенной разновидностью или «экспериментальным шёлком». Полностью «шёлковая бумага» содержала многочисленные шелковые нити и использовалась между 1871 и 1878 годами. В течение короткого периода времени между 1877 и 1878 годами также использовалась «розовая бумага». Бумага с водяными знаками с аббревиатурой «USIR» использовалась с конца 1877 года до конца налогового периода в 1883 году. Для финансирования испано-американской войны с 1 июля 1898 года по 1 июля 1902 года вновь возобновилось использование частных марок. Налогом облагались различные патентованные лекарства, вина и другие товары, такие как парфюмерия и косметика, но лишь сравнительно небольшое количество компаний использовали частные марки в этот период.

## Фискальные марки штатов США
Помимо федеральных фискальных марок, различными штатами США выпускался широкий круг фискальных марок для различных целей: от налога с продаж до разрешений на охоту на уток.
|  |  |  |  |  |